# Cambronne-lès-Ribécourt
Cambronne-lès-Ribécourt – miejscowość i gmina we Francji, w regionie Hauts-de-France, w departamencie Oise.
Według danych na rok 1990 gminę zamieszkiwało 1879 osób, a gęstość zaludnienia wynosiła 271 osób/km² (wśród 2293 gmin Pikardii Cambronne-lès-Ribécourt plasuje się na 145. miejscu pod względem liczby ludności, natomiast pod względem powierzchni na miejscu 697.).